# Wohnhaus Bergstraße 18
Das Wohnhaus Bergstraße 9 in der niedersächsischen Gemeinde Worpswede wurde Anfang des 20. Jahrhunderts gebaut. Aktuell (2025) wird es als Residenz Vogeler-Villa zum Wohnen genutzt.
Das Gebäude steht unter Denkmalschutz (siehe auch Liste der Baudenkmale in Worpswede).

## Geschichte und Beschreibung
Der Bremer Künstler und Architekt Heinrich Vogeler (1872–1942) gehörte ab 1894 zur ersten Generation der Künstlerkolonie Worpswede. Er entwarf auch einige Häuser im Ort.
Das zweigeschossige traufständige verputzte Gebäude mit ziegelgedecktem Walm- bzw. Mansarddach mit hohem Kellergeschoss wurde 1905 nach Plänen von Vogeler im Stil der Reformarchitektur und des Jugendstils für den Kaufmann Theodor Garmann gebaut. Der mittige Eingang wird über eine Freitreppe erreicht, darüber ein Balkon und ein über die Traufe reichender Giebel, der in einem Rundbogen abschließt.
Als Vogeler-Villa wurde es 2004 zu einem Senioren- und Pflegeheim umgebaut.
Das Landesdenkmalamt befand u. a.: „… einen der frühesten Bauten Vogelers in Formen des Jugendstils …“